# Покорители Альп
«Покорители Альп» (англ. Alpine Climbers) — это американский короткометражный анимационный фильм, созданный Walt Disney Productions для United Artists и выпущенный 25 июля 1936 года.

## Сюжет
Микки Маус, Дональд Дак и Плуто взбираются на Альпы. В это время, наверху Дональд сталкивается с горным козлом. Микки ссорится с орлом из-за его яиц; один из них вылупляется и доставляет Плуто неприятности.

## Персонажи
- Микки Маус
- Дональд Дак
- Плуто
- Боливар

## Озвучивание
- Уолт Дисней — Микки Маус
- Кларенс Нэш — Дональд Дак
- Пинто Колвиг — Плуто

## Создатели
- Режиссёр: Дэвид Хэнд.
- Сценарист: Вернон Сталлингс.
- Продюсер: Уолт Дисней.
- Композитор: Элберт Хей Малотт.
- Аниматоры: Норман Фергусон, Дик Хьюмер, Грим Натвик и Билл Робертс.

## Релиз
- США — 25 июля 1936
- Швеция — 26 февраля 1937
- Италия — 1939
- США — 2 апреля 1948 (повторный релиз)
- Италия — 3 ноября 1948 (повторный релиз)

### Телевидение
- «Donald's Quack Attack» — Эпизод #14
- «Mickey's Mouse Tracks» — Эпизод #43

### Домашнее видео

#### VHS
- «Walt Disney Cartoon Classics: Limited Gold Editions»
  - «Life with Mickey»

#### Laserdisc
- «Walt Disney Cartoon Classics: Limited Gold Editions»
  - «Life with Mickey»

#### DVD
- «Walt Disney Treasures»
  - «Mickey Mouse in Living Color»
- «Walt Disney's It's a Small World of Fun!» — Volume 3

## Название
- Оригинальное название — Alpine Climbers
- Аргентина — Trepadores alpinos
- Бразилия — Os Alpinistas
- Германия — Die Gipfelstürmer
- Испания — Los alpinistas
- Италия — Topolino alpinista/Gli alpinisti
- СССР (Русское название) — Покорители Альп
- Дания — Bjergbestigning
- Финляндия — Disneyn riemuralli
- Франция — Les alpinistes
- Швеция — Bergsklättrare/Kalle Anka i alperna/Musse Pigg i alperna/Musse Pigg på bergsbestigning

## Прочее
- Покорители Альп — это одна из короткометражек, показанных как уровень в игре Epic Mickey.

### Появление
- 1955 — "Диснейленд: Adventures of Mickey Mouse» — Один из показанных мультфильмов
- 1969 — «S.V.P. Disney: Episode #1.6»
- 1972 — «The Mouse Factory: Back to Nature» — Один из показанных мультфильмов
- 1984 — «DTV: Rock, Rhythm & Blues» — Сюжет переплетаются с рок-н-ролльной музыкой
- 1985 — «Walt Disney Cartoon Classics Limited Gold Edition II: Life with Mickey» — Третий показанный мультфильм
- 1988 — «Here's to You, Mickey Mouse»
- 1997 — «Ink & Paint Club: Classic Mickey» — Пятый показанный мультфильм